# Kaarli

Kaarli es una aldea situada en el municipio de Mulgi, en el condado de Viljandi, Estonia. Tiene una población estimada, en 2021, de 97 habitantes.
Está ubicada al sur del condado, a poca distancia al oeste del lago Võrtsjärv y cerca de la frontera con el condado de Pärnu y con Letonia.